# EBS 플러스 1
EBS 플러스 1(EBS Plus 1, EBS+1)은 대한민국 정보통신부에서 허가된 한국교육방송공사의 고교 내신, 수능 교육 전문 채널이며 EBS 산하 채널 중 유일하게 24시간 방송한다. 심야시간대를 제외한 나머지 대부분의 시간대에는 EBSi로 표시되어 있으며 광고방송(상업광고방송) 편성이 존재하지 않는다.

## 특징
광고방송(상업광고방송)은 송출하지 않는다. 광고방송(상업광고방송)을 내보내지 않는 이유는 광고방송(상업광고방송) 없이 TV프로그램은 시작 및 끝날 수 있다. 광고방송(상업광고방송)을 일체 실시하지 않는 공익채널이다.

## 연혁

### 1990년대
- 1997년 8월 25일 EBS 위성 1TV(EBS위성1)로 개국.

### 2000년대
- 2002년 3월 1일 : 위성방송(스카이라이프) 송출 개시로  EBS 플러스 1(EBS+1)로 채널명 변경.
- 2004년 4월 1일 : 국가대표 수능강의 EBSi 웹사이트 개설 (www.ebsi.co.kr)

### 2010년대
- 2011년 7월 우면산 산사태로 ebs tv 방송을 그대로 재전송함.당일 밤 복구
- 2017년 7월 24일 : 우면동, 도곡동 시대를 마감하고 방송사 신청사 이전 서울특별시 서초구 우면동 → 서울특별시 강남구 도곡동 → 경기도 고양시 일산동구 장항동 한류월드 신사옥 이전
- 2017년 7월 31일 : 우면동, 도곡동 사옥 시대 정비기간 만료.
- 2017년 8월 7일 : 우면동, 도곡동 시대를 마감하고 방송사 신청사 이전 준공 서울특별시 서초구 우면동 → 서울특별시 강남구 도곡동 → 경기도 고양시 일산동구 장항동 한류월드 신사옥 이전 준공

## 편성 내용
- 주로 수능, 고등학교 교육 프로그램을 방송 및 송출하는 중이다.
- 인터넷 국가대표 수능강의 사이트 EBSi가 고등학교 교육과정 및 수능 전문 강의를 VOD 서비스로 제공한다.
- 개국 당시부터 2002년 2월 28일까지는 본 채널의 명칭이 EBS 위성 1TV였다.
- 2004년 4월 1일부터 24시간 방송을 실시하는 중이며 현재 EBS의 전 채널 중 유일하게 24시간방송을 실시한다.
- 일부 케이블 방송에서는 EBS 플러스2와 함께 HD채널로 시청할 수 없지만, 디지털 위성방송(KT스카이라이프) 및 통신 3사(KT, SK브로드밴드, LG유플러스 등) IPTV는 HD채널로 시청이 가능하다.
- 새벽 4시 20분에서 새벽 1시 50분 까지는 주로 수능강의가 방송되며 그 외 나머지 시간대의 경우 평일에는 지식채널e, 매일 10분 영어 프로그림, 주말은 1회 분량의 과학 프로그램만 나온다.

## 같이 보기
- 한국교육방송공사
- EBS 1TV
- EBS 2TV
- EBS FM
- EBS 플러스 2
- EBS english